# Municipio Chiconcuac
Koordinaten: 19° 33′ 36″ N, 98° 54′ 0″ W
Chiconcuac ist ein Municipio im mexikanischen Bundesstaat México. Es gehört zur Zona Metropolitana del Valle de México, der Metropolregion um Mexiko-Stadt. Das Municipio hatte beim Zensus 2010 22.819 Einwohner, die Fläche des Municipios beläuft sich auf 6,9 km².
Der Sitz der Gemeinde ist Chiconcuac de Juárez, ein zweiter, kleinerer Ort im Municipio ist Ejido San Cristóbal.

## Geographie
Chiconcuac liegt im Osten des Bundesstaates México, etwa 5 km nördlich von Texcoco de Mora.
Das Municipio Chiconcuac grenzt an die Municipios Atenco, Chiautla und Texcoco.